# Sebastian Boenisch
Sebastian Boenisch (pronunție în poloneză [sɛˈbastjan ˈbɛɲiʂ], germană: [zeˈbasti̯an ˈbøːnɪʃ]; n. 1 februarie 1987) (cunoscut anterior ca Pniowski pronunție în poloneză [ˈpɲɔfskʲi]) este un polonez fotbalist care joacă pe postul de fundaș stânga pentru TSV 1860 München și la echipa națională a Poloniei.

## Începutul carierei
Boenisch s-a născut la Gliwice, în Silezia Superioară. Străbunicul său a fost de origine germană. În 1988 a emigrat cu familia lui și după un timp în Dortmund, familia s-a stabilit în Heiligenhaus în landul Niederbergisches din Bergisches Land în Renania de Nord-Westfalia. Boenisch și-a schimbat vechiul nume de familie, Pniowski, pentru că tatălui său i s-a refuzat un loc de muncă din cauza numelui de familie polonez. 

## Cariera la club

### Werder Bremen

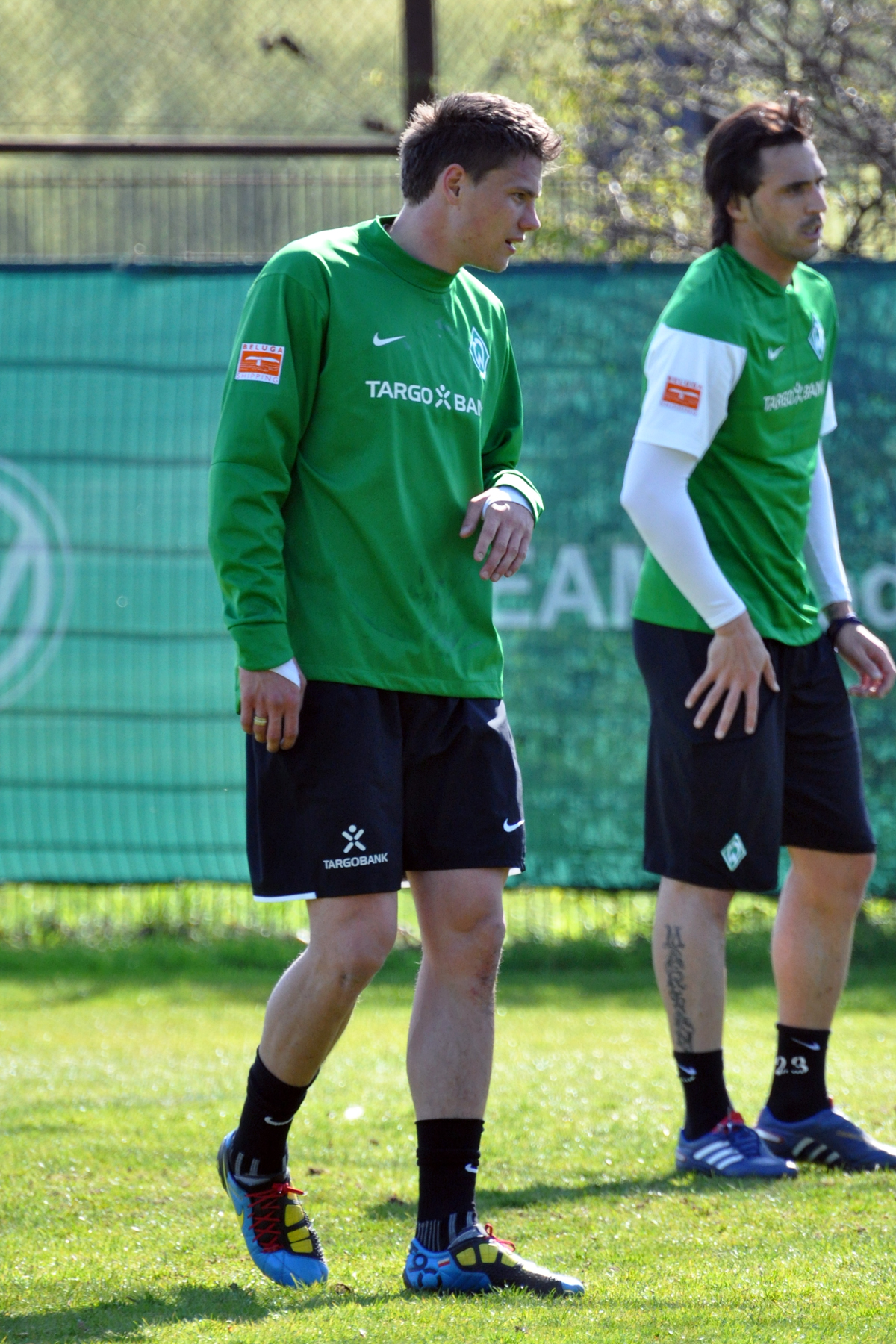
Boenisch în timpul unui antrenament al lui Werder Bremen pe 23 aprilie 2010.

Pe 1 septembrie 2007 a ajuns la Werder Bremen, fiind transferat pentru o sumă de aproximativ 3 milioane de euro, semnând un contract pe patru ani, care dura până în 2011. Boenisch a suferit o accidentare la genunchi în timpul unui meci U21, atunci când a reprezentânt Germania, După o lună de pauză, Boenisch și-a revenit și pe 16 februarie 2008 a intrat teren în minutul 84 în locul lui Aaron Hunt, în victoria cu scorul de 2-0 obținută în fața lui Nürnberg. Jocul său a fost criticat de adversari. Accidentarea la ligament a recidivat și l-a ținut pe tușă pentru restul sezonului, fiind una din rezervele neutilizate în ultimul joc al sezonului.
Sezonul următor, după ce a suferit o accidentare înainte de noul sezon, a devenit titular în prima echipă. De-a lungul celor cinci ani petrecuți la Werder Bremen, Boenisch a fost, de obicei, plasat pe partea stângă a apărării. Deși nu a câștigat Cupa UEFA, fiind învins de Șahtior în finală, clubul a câștigat DFB-Pokal, după ce a învins Bayer Leverkusen cu 1-0, fiind primul titlu al lui Boenisch.
Sezonul următor, el a suferit o accidentare la spate, care l-a făcut să rateze meciul de deschidere al sezonului. Boenisch a suferit anterior o accidentare la gleznă la CE U-21, urmată de o nouă accidentare după o coliziune cu Carlos Zambrano la genunchiul drept. Spre sfârșitul sezonului, Boenisch a purtat discuții privind semnarea unui nou prelungirea contractului.

### Bayer Leverkusen
Pe 4 noiembrie 2012, Boenisch a ajuns la Bayer 04 Leverkusen, primul său gol venind împotriva lui Frankfurt pe 19 ianuarie 2013. Boenisch a semnat un nou contract cu Werkself pe 4 februarie 2013, care expiră în iunie 2016. Clubul Fortuna Düsseldorf a fost înfuriat de decizia sa, așteptându-se ca jucătorul să aleagă echipa lor. În meciul dintre Bayer și Fortuna, Boenisch a fost acuzat de spionaj de președintele lor, Paul Jäger. Ca răspuns, Boenisch a insistat el nu este un spion.

### Meciuri la națională
| Polonia | Polonia | Polonia |
| An      | Meciuri | Goluri  |
| ------- | ------- | ------- |
| 2010    | 2       | 0       |
| 2012    | 7       | 0       |
| 2013    | 5       | 0       |
| Total   | 14      | 0       |

## Palmares

### Werder Bremen
- Bundesliga: locul secund 2007-08
- Cupa UEFA: locul secund 2008-09
- DFB-Pokal: 2008-09

### Germania U-21
- Campionatul European de Fotbal: 2009

## Viața personală
Seeman este logodit cu Tatjana Batinić, Miss Austria 2006. Cei doi s-au întâlnit prima dată la sfârșitul anului 2009. Cuplul așteaptă să se căsătorească în vară.